# Викуп (фільм, 1986)
«Викуп» (рос. «Выкуп») — радянський художній фільм 1986 року.

## Сюжет
У горах однієї із західних країн група терористів блокувала гірський готель і розташований поруч дитячий санаторій. Вони загрожують спрямованим вибухом викликати сходження лавини на ці будівлі в разі невиконання державою їх умов. У числі заручників два радянських шофера міжнародних вантажних перевезень з фірми «Совтрансавто» і їх колеги-іноземці з соціалістичного табору, один з яких — старий друг одного з радянських водіїв. Серед численних гостей з різних країн присутній і невідомий інформатор гангстерів, який координує їхні дії. Але друзі-далекобійники, ризикуючи собою, викривають інформатора і приймають рішення врятувати людей, спустивши їх на своїх автопоїздах по схилу гори, до початку сходження лавини.

## У ролях
- Олексій Золотницький —  Бертран, помічник комісара поліції
- Олег Голубицький —  доктор
- Вероніка Ізотова —  Дженні
- Роза Макагонова —  дама в колясці
- Ірина Метлицька —  Марі
- Олександр Мовчан —  Дрейєр
- Борис Щербаков —  Анатолій
- Борис Хімічев —  сенатор Стентон
- Георгій Мартиросян —  Йозеф
- Олексій Іващенко —  Карел
- Олександр Яцко —  лижник-терорист
- Вадим Вільський —  Карл Дейніц, постоялець готелю
- Сергій Присєлков —  Іван, шофер-далекобійник
- Лариса Кронберг —  фрау Ельза
- Еммануїл Віторган —  колишній інспектор поліції Маретт
- Леонід Торкіані —  Антуан
- Ігор Боховко
- Владислав Галкін —  панк Муссоліні
- Катерина Тарковська —  Катрін
- Микола Дупак —  епізод
- Віталій Яковлєв —  епізод
- Володимир Большов —  епізод
- Микола Кочегаров —  вусатий гангстер
- Ольга Луговська —  епізод

## Знімальна група
- Режисер — Олександр Гордон
- Сценаристи — Олександр Булганін, Микола Іванов
- Оператор — В'ячеслав Сьомін
- Композитор — Микола Сидельников
- Художник — Георгій Колганов